# Cleopatra (film, 2003)
Cleopatra je španělsko-argentinský komediálně-dramatický film z roku 2003, který natočil argentinský režisér Eduardo Mignogna. V titulní roli se představila Norma Aleandro, jež se jako přivydělávající si učitelka v důchodu žijící s nezaměstnaným manželem seznámí s mladou televizní herečkou (Natalia Oreiro), kterou zase trápí producenti i její sláva. Sblíží se, a protože se chtějí zbavit své každodenní rutiny, společně se vydají na víkendový road trip po Argentině.

## Příběh
Cleopatra je učitelka v důchodu, která žije v bytě v Buenos Aires se svým manželem Robertem. Toho před více než dvěma lety vyhodili z práce. Od té doby nesehnal jinou, takže upadl do depresí a rezignoval na život. Polehává doma v posteli opilý, zatímco se Cleopatra snaží zabavit a zároveň zabezpečit jejich živobytí. Dělala různé věci, nyní zkouší podomní prodej kosmetiky. Jejich dvě odrostlé děti jsou v zahraničí, ve Spojených státech a ve Španělsku, s dcerou si alespoň telefonuje. Od jedné své klientky dostane Cleopatra, která vždy chtěla být herečkou, pozvání na konkurz do televize pro menší roli v telenovele. Byť se na casting připravuje, nervozita ji před režiséry natolik rozhodí, že není schopná slova. Neúspěšný pokus obrečí na záchodě, kde se jí ujme Sandra, mladá, slavná a úspěšná televizní herečka. Ta má brzo podepsat smlouvu na telenovelu s americkou stanicí, navíc o ni mají nově zájem i v Hollywoodu. Dívka je však ve skutečnosti osamělá, frustrovaná svým životem, nesnáší, že ji její producent a milenec Francis nutí do projektů, které nechce, a nenávidí tisk, který ji neustále pronásleduje a prahne po jakýchkoliv detailech z jejího života. Sandra starou paní na záchodech utěší a řekne jí, že se na ni může kdykoliv obrátit.
Protože Roberto napadl elektrikáře, jenž k nim domů přišel odpojit elektřinu, kterou nezaplatili, musí Cleopatra pro svého manžela na policejní stanici. Doma se opilý muž pokusí vynutit si sex. Cleopatra odejde do centra města a popochází kolem budovy televize. Tam si jí všimne Sandra, kterou opět naštval producent. Společně odjedou taxíkem do bytu herečky, kde si do noci povídají. Ráno se Sandra sbalí s tím, že si vyjede autem na víkendový výlet, odpočnout si. Zároveň si ostříhá své dlouhé vlasy, aby ji nikdo nepoznal. Cleopatra se rozhodne jet s ní, i když nemá s sebou žádné věci, a hodit vše za hlavu. Manžela po telefonu uklidní, že je s kamarádkou a brzo se vrátí. Při drobné nehodě sice přijdou o vozidlo, při stopování jim ale zastaví mladý farmář Carlos. Dorazí do vesnice Villa Adela v provincii Mendoza, odkud Sandra pochází. U nich domě se koná pohřeb, protože zemřela matka její macechy. Sandra, která se cestou sblížila s Carlosem, také prozradí učitelce, že se ve skutečnosti jmenuje Milagros, což se nelíbilo Francisovi, který jí vybral nové umělecké jméno.
Sandra se rozhodne jet s Carlosem do Las Piedras v předhůří And, kde má dokončit majetkové vypořádání ranče po zemřelých rodičích. V noci sice odjedou, ráno se však dívka pro Cleopatru, kterou má opravdu ráda a která mezitím čeká na autobus, vrátí. Všichni tři společně pokračují autem směrem k horám, cestou se mezitím staví na venkovské pouti. Carlos se Sandrou jedou v Las Piedras řešit záležitost s rančem, kde mladík vyrůstal. Zůstanou tam přes noc a vyspí se spolu. Cleopatra se mezitím vydá mikrobusem na domnělou prohlídku vinařství; ve skutečnosti ovšem vozidlo veze kuchaře, číšníky a servírky na oslavu. Učitelce to nevadí, s chutí obsluhuje hosty a radí s životními problémy kolegyním. Pozná tam místního ovdovělého doktora Víctora, s nímž si má hodně co říct. Po návratu do Las Piedras oznámí Sandře, že se vrací do Buenos Aires za svým mužem, kterého stále miluje. Dívka naopak prozatím zůstává s Carlosem, s nímž odjede autem. Ještě než autobus zavře dveře, Cleopatra z něj však vystoupí, sedne si na lavičku a užívá si svobody.

## Obsazení
- Norma Aleandro jako Cleopatra
- Natalia Oreiro jako Sandra
- Leonardo Sbaraglia jako Carlos
- Alberto de Mendoza jako Víctor
- Héctor Alterio jako Roberto

## Produkce
Po úspěšném snímku Sedm na útěku (2001) chtěl argentinský režisér a scenárista Eduardo Mignogna natočit film s menším obsazením. Setkal se s Normou Aleandro, která rovněž v Sedmi na útěku hrála, a ta jej požádala o nějaký další projekt, kde by se objevila. Během jednoho víkendu pak napsal první monolog, který filmová Cleopatra říká přímo do kamery, čímž ve snímku boří čtvrtou stěnu. Přípravu komorní road movie o dvou ženách, které se rozhodnou dělat něco jiného, než co od nich očekává okolí, zmínil Mignogna v polovině roku 2002. Mělo jít o intimní příběh se čtyřmi postavami, v hlavní roli s Normou Aleandro. Chystaný snímek přirovnal producent Pablo Bossi k Thelmě a Louise, ale se šťastným koncem. Druhou hlavní ženskou roli získala Natalia Oreiro, obsazen byl i Leonardo Sbaraglia. Také do dalších rolí získal režisér význačné herce: Alberta de Mendozu a Héctora Alteriu. Natáčení filmu v produkci společností Patagonik, Telefe a španělské Alquimia bylo zahájeno v první polovině března 2003, filmaři využili lokace v Buenos Aires a v provincii Mendoza. Filmaři dokončili svoji práci na začátku května toho roku, poslední záběry byly pořízeny ve městě Chacras de Coria u Mendozy. Postprodukci filmu ukončil Mignogna ve Španělsku koncem července, premiéra snímku byla oznámena na 14. srpna 2003. Celkový rozpočet dosáhl částky přibližně 1,5 miliónu eur.
Hudbu pro film napsal španělský skladatel Paco Ortega. Ústřední píseň „Y tan contenta“, kterou napsal Ortega (hudba) ve spolupráci s režisérem Mignognou (text), byla koncem roku 2003 vydána ve Španělsku jako propagační singl pro rádia; skladbu nazpíval samotný Ortega. V roce 2004 pak byl ve Španělsku vydán na CD také soundtrack k filmu, který kromě scénické hudby obsahuje i písně dalších interpretů, jež ve snímku zazněly.

## Vydání
Do argentinských kin byl film Cleopatra uveden 14. srpna 2003. O týden později, 22. srpna, byl zařazen také do programu kin v Uruguayi. Na jaře 2004 byl promítán ve Španělsku, na konci roku 2004 v Brazílii a na podzim 2005 se objevil také kinech v Izraeli.
Film Cleopatra byl od září 2003 uváděn také na různých filmových festivalech. Diváci měli možnost jej zhlédnout nejprve na festivalu v Montréalu, následně byl v průběhu let 2003 a 2004 promítán na festivalech v různých městech USA. Představen byl také na festivalech ve Španělsku: premiérově byl uveden ve Valladolid, následně i na dalších místech.
Snímek byl v roce 2004 vydán na VHS a DVD, později vyšly také lokalizované verze (USA/Kanada, Rusko, Izrael).

## Přijetí
Od svého uvedení v Argentině se snímek Cleopatra zhruba měsíc držel na předních příčkách návštěvnosti kin, v prvních třech týdnech jej překonal (výrazným rozdílem) jen americký film Božský Bruce, který v Argentině rovněž startoval 14. srpna. Například za třetí týden si Cleopatra připočetla dalších 40 tisíc diváků, jen o 2,5 tisíce méně, než při svém úvodním víkendu novinka Lara Croft – Tomb Raider: Kolébka života. Ještě počátkem října se držela na pátém místě a za víkend ji vidělo přes 16 tisíc lidí. Celkově snímek v argentinských kinech zhlédlo zhruba 520 tisíc diváků, takže se Cleopatra stala společně se filmem El día que me amen druhým nejnavštěvovanějším domácím filmem Argentiny v roce 2003. Argentinské tržby dosáhly v přepočtu 865 tisíc dolarů, tržby včetně Španělska a Brazílie pak v přepočtu 1,5 milionu dolarů.
Na filmovém festivalu v Montréalu v září 2003 získala Cleopatra cenu diváků pro nejlepší latinskoamerický film. Z festivalu hispánských filmů v Miami si v říjnu odvezla cenu z kategorie „To nejlepší z festivalu“ a ve Fort Lauderdale získala v listopadu 2003 cenu pro nejlepší zahraniční film, zatímco Norma Aleandro byla oceněna jako nejlepší herečka. V Santa Barbaře obdržel snímek v únoru 2004 cenu pro nejlepší latinskoamerický film. Cleopatra byla nominována v šesti kategoriích na argentinskou filmovou cenu Cóndor de Plata za rok 2003, žádnou z nominací ale neproměnila.
Podle deníku La Nación je to dobrý film plný emocí a něhy, které pramení ze tří hlavních postav (Cleopatra, Sandra, Carlos). První polovina snímku funguje, jak autoři zamýšleli, nicméně druhá půle, v níž už divák zná všechny okolnosti, je tvořena opakovanými situacemi, vysvětlováním již známého, vnucenými postavami (Víctor) a prostředím s krásnou krajinou, avšak bez užitku pro vlastní příběh. List uvádí, že ve filmu chybí důraz na vyprávění. Norma Aleandro měla podle deníku scénář, který jí vyhovoval. Pochválil výkon Natalie Oreiro za jeho svěžest a vitálnost, kameru Marcela Camorina a hudbu Paca Ortegy. Uruguayský list LaRed21 poznamenal, že tento „laskavý film“ dosáhne svého konce s dostatečnou důstojností, i když některé prvky jsou v něm téměř zbytečné (Sbaragliova postava prakticky jen na okrasu, postava De Mendozy vytržená z kontextu) a že Mignognova audiovizuální poezie v tomto případě ne zcela stačí na vyjádření myšlenek obsažených v jeho scénáři. Podle Eddieho Cockrella z amerického časopisu Variety vytvořil režisér Mignogna společně se spoluautorkou scénáře Silvinou Chague silný emoční příběh Cleopatry s řadou vrcholů, které vyvrcholily dlouhou scénou, v níž titulní hrdinka řídí auto a střídavě se při písni směje a pláče. Líbily se mu herecké výkony protagonistů, ale rovněž zmínil, že ve druhé polovině ztrácí snímek dech.